# Sarajevski pogrom Srba 1914.
Sarajevski progon Srba 1914. bio je progon nad stanovnicima Sarajeva srpske nacionalnosti, koji je bio jedan od progona nad Srbima organiziranih u austrougarskim provincijama Bosni i Hercegovini i Hrvatskoj povodom Sarajevskog atentata 1914.
1878. godine je u Bosni i Hercegovni bilo 42,8 % (1.159.015) pravoslavaca, koji su se smatrali Srbima, 38,7 % muslimana i 18,1 % katolika. Austrougarska politika je podsticala iseljavanje muslimana i pravoslavaca, a doseljavala je strance, katolike. Kolonisti su bili uglavnom seljaci iz Bavarske, ali i činovnici i industrijski radnici, a pravi broj su vlasti krile umanjujući ga na 30.000, dok je pravi broj bio oko 200.000. Prva kolonija je bila kod Banja Luke Windhorst, a u podrinju Franz Josefs - feld kod Bijeljine. Do 1904. stvorene su 24 ovakve kolonije, a cilj ih je bio rasporediti uglavnom uz rijeku Drinu. Po umanjenom statističkom broju stranca je 1910. godine 6,04% (114.591), jer se nisu računali potomci ranije doseljenih kolonista. Austrougarska je slijedila politiku katoličkog ideologa Cesare Balboa, koji je 1844. godine razvio teoriju da se Rusiji i pravoslavlju mora spriječiti prodor na topla mora i to jačanjem Poljske i Austrije. Gyula Andrássy je 1872. preko austrougarskog konzula u Sarajevu savjetovao turske vlasti da uz rijeku Drinu podižu katolička i muslimanska sela, kako bi se prekinuo srpski etnički kontinuitet. Istu politiku je nastavio Benjamin Kallay, koji je 1893. tvrdio da srpsko stanovništvo treba prošarati drugim elementima. Vlast je gušila srpski nacionalni pokret i pokušala stvoriti bosansku naciju. Pošto je taj pokušaj stvaranja bošnjačke nacije propao, vlast je pribjegla širenju vjerske netrpeljivosti. Hrvatski nacionalizam su suprotstavili srpskom, što je urodilo plodom. Vlada je uspjela odvojiti i muslimane od Srba i vezati ih za Hrvate. Dr Jozo Sunarić, predsjednik Hrvatske narodne zajenice je konstatirao: Skršili smo Srbe! Hrvatsko-muslianski pakt je potpisan 31. ožujka 1911. Takva austrougarska politika huškanja jednih protiv drugih u pravcu svojih političkih interesa je brzo dala svoje krvave plodove.
Ubojstvo austrijskog nadvojvode Franza Ferdinanda i njegove supruge Sofije izazvalo je nasilne antisrpske demonstracije Hrvata i muslimana tijekom večeri 28. lipnja 1914. i većim dijelom sutrašnjeg dana. Ovo je dovelo do duboke međuetničke podijeljenosti. Ivo Andrić je ovaj događaj opisao kao "sarajevsku mahnitost mržnje". Stanovnici Sarajeva usmjerili su svoj bijes prema poslovnim prostorima u vlasništvu znamenitijih Srba, Srpkoj Pravoslavnoj Crkvi, školama, Srpskom kulturnom društvu Prosvjeta, banci i uredništvu novina na srpskom jeziku "Srpska riječ". Tijekom nasilja dva Srbina su ubijena. U Sarajevu je, prema ruskom izvještaju, bilo uništeno više od tisuću kuća i poslovnih objekata. Čak je i konzervativni bečki tisak sutradan izvjestio, da Sarajevo izgleda kao poprište progona.
U Austrougarskoj je uhićeno i protjerano oko 5,500 Srba, 460 je osuđeno na smrt, a austrougarske vlasti su u Bosni i Hercegovini oformile pretežno muslimansku specijalnu policiju (njem. Schutzkorps) koja je progonila Srbe. Iste noći antisrpski neredi organizirani su u brojnim drugim dijelovima Austrougarske, poput Zagreba i Dubrovnika.
Skoro četini decenije okupatorske vlasti je raspirivana međuvjerska mržnja i tako je dočekan Prvi svjetski rat. Otuda su protusrpske demosntracije u Sarajevu počele već u večernjim satima istog dana kad je Princip izvršio atentat na Ferdinanda. Grupa od 200-300 Hrvata i muslimana, predvođena frankovcima, prvo je uzvikivala protusrpske parole, a potom je demolirala hotel Evropa koji je bio u vlasništvu Grigorija Jetanovića i redakcije lista Srpska riječ. Nakon toga su se prosvjednici razišli, ali su u toku noći za sutra spremili nove rušilačke prosvjede. U toku noći tiskan je plakat kojim se poziva na istrebljenje protudržavnog elementa, što je predstavlajo poziv na obračun sa Srbima. Tako pripremljena rulja se oko 8 sati okupila pred katoličkom katedralom naoružani sjekirama, motkama, kamenjem... Prvo je demolirana srpska škola, potom prostorije srpskih kulturnih i prosvjetnih društava... a na kraju i kuće mnogih uglednijih sarajevskih Srba. Prosvjede su pratile i masovne plačke srpske imovine. Policija i vojska nisu spriječile prosvjednike i pljačkaše. Iste scene su desile i u drugim mjestima gdje su katolici i muslimani bili većina kao u Mostaru, Doboju, Livnu, Travniku, Zenici, Bugojnu, Čapljini, Maglaju... U Opličićima i Klepcima su demolirane i pravoslavne crkve. U Klepcima su bogoslužbene odjeće svećenika i drugi crkveni predmeti uništeni, a netko od prosvjednika je izvršio nuždu u kalež (putir). Frankovci su, kao vjerni sljednenici okupatorkse austrijske politike, pod vidom borbe za hrvatstvo, zapravo ostvarivali politiku okupatora. Oni su svuda bili predvodnici nasilja. U Mostaru je dr Rade Smoljan održao zapaljiv protusrpski govor koji je slušatelje podstakao na uništavanje imanja uglednih mostarskih Srba. U Mostaru je demolirana i pravoslavna crkva kao i palača mitropolita Petra Zimonjića. Alojzije Mišić je bio jedan od rijetkih primjera ljudskosti i dostojanstva koji je pokušao urazumiti svoje vjernike i opomenuti na nekršćansko ponašanje. Zbog opasnosti izbijanja građanskog rata Austrougarska je uvela izvanredno stanje, uvela prijeki sud i nastavila s progonom Srba, koje su s pravom smatrali antidržavnim elementom, jer su ovi okupatore držali za neprijatelje. Vodio se bjesomučni propagandni rat protiv Srba i Srbije. Za atentat je optuživana velikosrpska propaganda. List Hrvatska zajednica je u svom 11. broju od srpnja 1914. reagirao na jednu rezoluciju hrvatske i slovesnke akademske omladine u Pragu, kojom su osuđene protusrpske demonstracije nakon atentata. List je pisao da ako ovaj atentat ne može otvoriti oči našim omladincima - onda će ostati vječno zaslijepljeni. Štadlerov Hrvatski dnevnik se pokazao najrevnosnijim u protusrpskom pisanju pa je čak cenzuriran u nekim brojevima.